# Mahakaal (pel·lícula de 1993)
Mahakaal (महाकाल), també coneguda com Mahakaal: The Monster, és una pel·lícula de terror en hindi de l'Índia de 1993 dirigida per Shyam Ramsay i Tulsi Ramsay, coneguts com els germans Ramsay. La pel·lícula pren en préstec nombrosos elements de la pel·lícula estatunidenca de 1984 Malson a Elm Street i les seves seqüeles, inclòs el seu antagonista, Shakaal, que, com Freddy Krueger dElm Street, és un assassí amb guants afilats que pot assassinar persones amb els seus somnis.
Mahakaal va ser la segona pel·lícula de Bollywood derivada de Malson a Elm Street, després de Khooni Murda de 1989, que va ser produïda per Mohan Bhakri. Mahakaal també va ser l'última pel·lícula de terror produïda per Shyam i Tulsi Ramsay.

## Argument
Una estudiant universitària, Seema, té un malson que un home d'aspecte horrible que porta guants d'urpes d'acer i l'ataca. Es desperta i descobreix que té ferides reals al braç. Més tard, la seva amiga Anita també té el mateix malson i troba ferides reals al braç.
L'Anita explica als seus pares el seu malson. El seu pare, que és policia, es nega a creure-ho. Més tard, Seema és atacada de nou en el seu somni i mor de les ferides. El seu xicot és tancat a la policia on veu l'horrible home que fa aparèixer serps per màgia. El xicot mor per mossegada de serp. Més tard, l'Anita i la seva mare descobreixen que el pare d'Anita treu un guant amb urpes metàl·liques del seu calaix, així que es veu obligat a revelar el secret que un mag malvat Shakaal havia estat segrestant nens i sacrificant-los per augmentar els seus poders malignes.
Fa set anys, Shakaal també havia matat la germana de l'Anita. Finalment, Shakaal segresta l'Anita. Com que el seu pare coneix el lloc de Shakaal, arriba amb el xicot de l'Anita i aconsegueixen matar-lo i salvar l'Anita.

## Repartiment
- Karan Shah com a Prakash
- Archana Puran Singh com a Anita
- Reema Lagoo com la mare de l'Anita
- Johnny Lever com a director de menjador i hotel
- Kulbhushan Kharbanda com el pare de l'Anita
- Mahaveer Bhullar com Shakaal
- Kunika com a Seema
- Mayur Verma com a Param
- Baby Swetha com a Mohini (la germana d'Anita)
- Sunil Dhawan com a directora de la universitat
- Dinesh Kaushik com a Randheer
- Asha Patel com a ballarina de cabaret
- Narender Nath com a Pujari

## Banda sonora
| Núm. | Títol                           | Cantant(s)                                 | Durada |
| ---- | ------------------------------- | ------------------------------------------ | ------ |
| 1.   | «Chal Chal Meri Jaan Chal Zara» | Udit Narayan, Sadhna Sargam, Sudesh Bhosle |        |
| 2.   | «Main Khush Naseeb»             | Kumar Sanu, Anuradha Paudwal               |        |
| 3.   | «Janejaan Bahon Mein Aaja»      | Sapna Mukherjee                            |        |

## Recepció

### Taquilla
Mahakaal no es va considerar un èxit comercial. La seva manca de rendiment a taquilla s'ha atribuït a una sobresaturació de pel·lícules de terror al mercat indi a finals de la dècada de 1980, així com a les reformes econòmiques i socials que havien ampliat el nombre de canals de televisió disponibles a l'Índia, que permeten als espectadors la possibilitat de veure pel·lícules com l'original estatunidenc, A Nightmare on Elm Street a casa seva.

### Resposta crítica
L'any 1997, l'autor britànic Pete Tombs va escriure que Mahakaal "estava ben fet, era molt atmosfèric i es prenia poques llibertats amb la història original".